# Achintya Bheda Abheda
Achintya Bheda Abheda (अचिन्त्यभेदाभेद, IAST: acintya bhedābheda, Sanskrit „achintya“ = „unbegreiflich“, „bheda“ = „Unterschied“ und „abheda“ = „Einheit“) ist eine Schule des Vedanta innerhalb der Hindu-Philosophie, die die Unbegreiflichkeit von Einheit und Verschiedenheit ins Verhältnis zu Schöpfung und Schöpfer (Krishna, Svayam Bhagavan) und auch die zwischen Gott und seiner göttlichen Kraft innerhalb der religiösen Tradition des Gaudiya Vaishnava stellt. 
Überliefert ist, dass diese Philosophie vom Gründer der Bewegung, Chaitanya (1486–1534), unterrichtet wurde. Er grenzte die Gaudiya-Vaishnava-Tradition gegenüber der anderen philosophischen Strömung des Vaishnava Sampradayas ab. 
Die Philosophie dieser Schule kann am besten als integraler Monismus verstanden werden, zwischen Gegensätzen des absoluten Monismus des Advaita und dem dualistischen Monismus des Dvaita.